# Lepanthes eumeces
Lepanthes eumeces är en orkidéart som beskrevs av Carlyle August Luer. Lepanthes eumeces ingår i släktet Lepanthes och familjen orkidéer. Inga underarter finns listade i Catalogue of Life.